# Campeonato Mundial de Patinação Artística no Gelo de 1967
O Campeonato Mundial de Patinação Artística no Gelo de 1967 foi a quinquagésima sétima edição do Campeonato Mundial de Patinação Artística no Gelo, um evento anual de patinação artística no gelo organizado pela União Internacional de Patinação (em inglês:  International Skating Union) onde os patinadores artísticos competem pelo título de campeão mundial. A competição foi disputada entre os dias 28 de fevereiro e 4 de março, na cidade de Viena, Áustria.

## Eventos
- Individual masculino
- Individual feminino
- Duplas
- Dança no gelo

## Medalhistas
| Evento                        | Ouro                                                   | Prata                                                    | Bronze                                              |
| Individual masculino detalhes | Emmerich Danzer · Áustria                              | Wolfgang Schwarz · Áustria                               | Gary Visconti · Estados Unidos                      |
| Individual feminino detalhes  | Peggy Fleming · Estados Unidos                         | Gabriele Seyfert · Alemanha Oriental                     | Hana Mašková · Tchecoslováquia                      |
| Duplas detalhes               | Liudmila Belousova · Oleg Protopopov · União Soviética | Margot Glockshuber · Wolfgang Danne · Alemanha Ocidental | Cynthia Kauffman · Ronald Kauffman · Estados Unidos |
| Dança no gelo detalhes        | Diane Towler · Bernard Ford · Reino Unido              | Lorna Dyer · John Carrell · Estados Unidos               | Yvonne Suddick · Roger Kennerson · Reino Unido      |

## Resultados

### Individual masculino
| Pos.              | Nome                | Nacionalidade      | Pontos |
| ----------------- | ------------------- | ------------------ | ------ |
| Medalha de ouro   | Emmerich Danzer     | Áustria            | 15     |
| Medalha de prata  | Wolfgang Schwarz    | Áustria            | 16     |
| Medalha de bronze | Gary Visconti       | Estados Unidos     | 35     |
| 4                 | Donald Knight       | Canadá             | 33     |
| 5                 | Scott Allen         | Estados Unidos     | 35     |
| 6                 | Ondrej Nepela       | Tchecoslováquia    | 61     |
| 7                 | Patrick Péra        | França             | 61     |
| 8                 | Peter Krick         | Alemanha Ocidental | 77     |
| 9                 | Tim Wood            | Estados Unidos     | 78     |
| 10                | Robert Dureville    | França             | 87     |
| 11                | Günter Zöller       | Alemanha Oriental  | 104    |
| 12                | Jay Humphrey        | Canadá             | 106    |
| 13                | Sergei Chetverukhin | União Soviética    | 123    |
| 14                | Marian Filc         | Tchecoslováquia    | 121    |
| 15                | Günter Anderl       | Áustria            | 132    |
| 16                | Michael Williams    | Reino Unido        | 145    |
| 17                | Tsuguhiko Kozuka    | Japão              | 150    |
| 18                | Masato Tamura       | Japão              | 164    |
| 19                | Tony Berntier       | Suíça              | 170    |
| 20                | Daniel Höner        | Suíça              | 175    |

### Individual feminino
| Pos.              | Nome                  | Nacionalidade      | Pontos |
| ----------------- | --------------------- | ------------------ | ------ |
| Medalha de ouro   | Peggy Fleming         | Estados Unidos     | 9      |
| Medalha de prata  | Gabriele Seyfert      | Alemanha Oriental  | 21     |
| Medalha de bronze | Hana Mašková          | Tchecoslováquia    | 29     |
| 4                 | Valerie Jones         | Canadá             | 35     |
| 5                 | Kumiko Okawa          | Japão              | 42     |
| 6                 | Sally-Anne Stapleford | Reino Unido        | 59     |
| 7                 | Albertina Noyes       | Estados Unidos     | 59     |
| 8                 | Jennie Welsh          | Estados Unidos     | 83     |
| 9                 | Beatrix Schuba        | Áustria            | 88     |
| 10                | Roberta Laurent       | Canadá             | 85     |
| 11                | Monika Feldmann       | Alemanha Ocidental | 95     |
| 12                | Karen Magnussen       | Canadá             | 99     |
| 13                | Rita Trapanese        | Itália             | 130    |
| 14                | Martina Clausner      | Alemanha Oriental  | 132    |
| 15                | Elena Shcheglova      | União Soviética    | 137    |
| 16                | Marie Vichová         | Tchecoslováquia    | 141    |
| 17                | Micheline Joubert     | França             | 145    |
| 18                | Sylvaine Duban        | França             | 164    |
| 19                | Beate Richter         | Alemanha Oriental  | 165    |
| 20                | Charlotte Walter      | Suíça              | 172    |
| 21                | Zsuzsa Szentmiklóssy  | Hungria            | 188    |
| 22                | Katjusa Derenda       | Iugoslávia         | 198    |
| WD                | Miwa Fukuhara         | Japão              | —      |

### Duplas
| Pos.              | Nome                                      | Nacionalidade      | Pontos |
| ----------------- | ----------------------------------------- | ------------------ | ------ |
| Medalha de ouro   | Liudmila Belousova / Oleg Protopopov      | União Soviética    | 9      |
| Medalha de prata  | Margot Glockshuber / Wolfgang Danne       | Alemanha Ocidental | 25     |
| Medalha de bronze | Cynthia Kauffman / Ronald Kauffman        | Estados Unidos     | 27     |
| 4                 | Gudrun Hauss / Walter Häfner              | Alemanha Ocidental | 44     |
| 5                 | Heidemarie Steiner / Heinz-Ulrich Walther | Alemanha Oriental  | 47     |
| 6                 | Tamara Moskvina / Alexei Mishin           | União Soviética    | 56     |
| 7                 | Susan Behrens / Roy Wagelein              | Estados Unidos     | 51     |
| 8                 | Tatiana Sharanova / Anatoli Evdokimov     | União Soviética    | 65     |
| 9                 | Brigitte Weise / Michael Brychcy          | Alemanha Oriental  | 95     |
| 10                | Bohunka Sramkova / Jan Sramek             | Tchecoslováquia    | 99     |
| 11                | Marianne Streifler / Herbert Wiesinger    | Alemanha Ocidental | 104    |
| 12                | Evelyne Schneider / Wilhelm Bietak        | Áustria            | 103    |
| 13                | Betty Lewis / Richard Gilbert             | Estados Unidos     | 115    |
| 14                | Janina Poremska / Piotr Sczypa            | Polônia            | 117    |
| 15                | Monique Mathys / Yves Aellig              | Suíça              | 125    |
| 16                | Mona Szabo / Peter Szabo                  | Suíça              | 103    |
| 17                | Anci Dolenc / Mitja Sketa                 | Iugoslávia         | 159    |
| 18                | Betty McKilligan / John McKilligan        | Canadá             | 162    |
| 19                | Dana Fialova / Milos Man                  | Tchecoslováquia    | 165    |

### Dança no gelo
| Pos.              | Nome                                    | Nacionalidade      | Pontos |
| ----------------- | --------------------------------------- | ------------------ | ------ |
| Medalha de ouro   | Diane Towler / Bernard Ford             | Reino Unido        | 9      |
| Medalha de prata  | Lorna Dyer / John Carrell               | Estados Unidos     | 12     |
| Medalha de bronze | Yvonne Suddick / Roger Kennerson        | Reino Unido        | 21     |
| 4                 | Janet Sawbridge / Jon Lane              | Reino Unido        | 29     |
| 5                 | Brigitte Martin / Francis Gamichon      | França             | 34     |
| 6                 | Joni Graham / Don Phillips              | Canadá             | 46     |
| 7                 | Irina Grishkova / Viktor Ryzhkin        | União Soviética    | 53     |
| 8                 | Judy Schwomeyer / James Sladky          | Estados Unidos     | 54     |
| 9                 | Alma Davenport / Roger Berry            | Estados Unidos     | 58     |
| 10                | Angelika Buck / Erich Buck              | Alemanha Ocidental | 71     |
| 11                | Jitka Babická / Jaromir Holan           | Tchecoslováquia    | 84     |
| 12                | Annerose Baier / Eberhard Rüger         | Alemanha Oriental  | 88     |
| 13                | Liudmila Pakhomova / Alexander Gorshkov | União Soviética    | 92     |
| 14                | Edith Mató / Karl Csanadi               | Hungria            | 98     |
| 15                | Heide Mezger / Herbert Rothkappl        | Áustria            | 103    |
| 16                | Judy Henderson / John Baily             | Canadá             | 106    |
| 17                | Dana Novotna / Jaroslav Hainz           | Tchecoslováquia    | 119    |
| 18                | Susanna Carpani / Sergio Pirelli        | Itália             | 120    |

## Quadro de medalhas
| Ordem | País               | Medalha de ouro | Medalha de prata | Medalha de bronze |    | Ordem por total |
| ----- | ------------------ | --------------- | ---------------- | ----------------- | -- | --------------- |
| 1     | Estados Unidos     | 1               | 1                | 2                 | 4  | 1               |
| 2     | Áustria            | 1               | 1                |                   | 2  | 2               |
| 3     | Reino Unido        | 1               |                  | 1                 | 2  | 2               |
| 4     | União Soviética    | 1               |                  |                   | 1  | 4               |
| 5     | Alemanha Ocidental |                 | 1                |                   | 1  | 4               |
| 5     | Alemanha Oriental  |                 | 1                |                   | 1  | 4               |
| 7     | Tchecoslováquia    |                 |                  | 1                 | 1  | 4               |
| TOTAL | TOTAL              | 4               | 4                | 4                 | 12 | —               |